# Serrinha (kommun i Brasilien, Bahia, lat -11,60, long -39,04)
Serrinha är en kommun i Brasilien.   Den ligger i delstaten Bahia, i den östra delen av landet, 1 100 km öster om huvudstaden Brasília. Antalet invånare är 77 285.
Följande samhällen finns i Serrinha:
- Serrinha

Omgivningarna runt Serrinha är huvudsakligen savann. Runt Serrinha är det ganska tätbefolkat, med 129 invånare per kvadratkilometer.